# Children of Telepathic Experiences
Children of Telepathic Experiences es un álbum de estudio de la banda australiana Gerling. El álbum fue lanzado en 1998.

## Producción
El álbum fue coproducido por la banda, en colaboración con Steve Foster, quien también trabajaría con la banda en su próximo álbum.

## Lanzamiento en Reino Unido
El álbum fue lanzado en el Reino Unido a través de Infectious Records.

## Lista de canciones
1. "The Last Traveller"  – 3:07
2. "Death To The Apple Gerls"  – 3:35
3. "Enter, Space Capsule"  – 3:29
4. "Destructor 4000"  – 2:36
5. "Ghost Patrol"  – 3:39
6. "Suburban Jungle Sleeping Bag"  – 3:25
7. "Meet You @ Karate"  – 3:03
8. "Crafted Werked"  – 2:55
9. "I Heard an Echo of a Cobra's Bite"  – 4:58
10. "Art School Canyon"  – 3:36
11. "√ Genius Fight"  – 2:46
12. "Bachelor Pad, Pt. 1"  – 2:59
13. "Bachelor Pad, Pt. 2"  – 4:23
14. "Linsky"  – 0:59
15. "A Student Eating Sushi with a Chimp on a Glass Island"  – 4:07
16. "Enter, Space Capsule" (Radio Disko Remix)  - 3:17

## Sencillos
- "Bachelor Pad"
- "Death to the Apple Gerls"
- "Enter, Space Capsule"
- "Ghost Patrol"
- "Suburban Jungle Sleeping Bag" (Solo en Reino Unido, en vinilos de 7'' y 10'')